# 迪戈维尔
迪戈维尔（法語：Digosville，法語發音：[diɡoːvil]）是法国芒什省的一个市镇，属于瑟堡区。

## 地理
迪戈维尔（49°37'51"N, 1°31'31"W）面积9.27 平方千米，位于法国诺曼底大区芒什省，该省份为法国西北部沿海省份，西、北、东北三面环大西洋，东起顺时针与卡爾瓦多斯省、奧恩省、马耶讷省和伊勒-维莱讷省接壤。
与迪戈维尔接壤的市镇（或旧市镇、城区）包括：布雷特维尔、戈讷维尔-勒泰伊、勒梅尼勒欧瓦勒、科唐坦地区瑟堡。

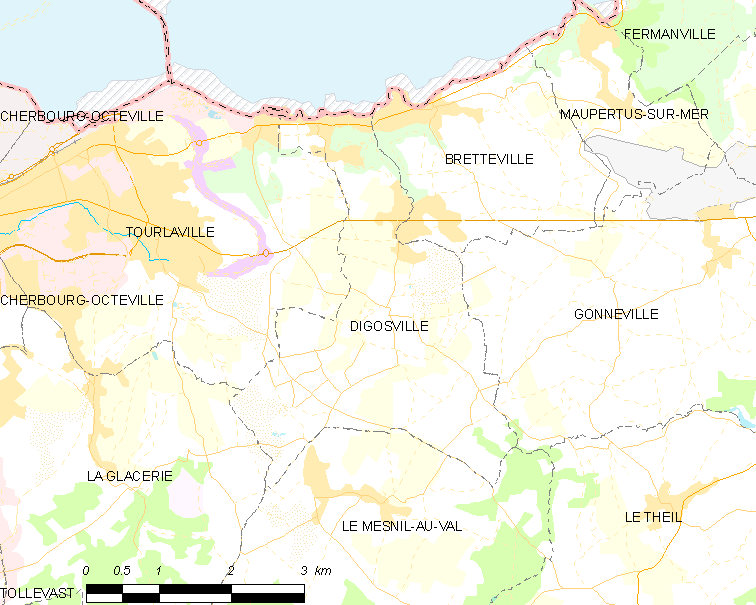
迪戈维尔的OSM定位图

迪戈维尔的时区为UTC+01:00、UTC+02:00（夏令时）。

## 行政
迪戈维尔的邮政编码为50110，INSEE市镇编码为50162。

## 政治
迪戈维尔所属的省级选区为科唐坦地区瑟堡第五县。

## 人口

1962-2008年间迪戈维尔人口变化图示

迪戈维尔于2022年1月1日时的人口数量为1665人。